# Pelle Edin
Pelle Edin, Pär Håkan Edin, född 11 maj 1952 i Knivsta, är en svensk journalist och programledare som var verksam på nyhetsprogrammet Aktuellt. Edin har en ekonomexamen från Stockholms universitet. Han började sin karriär som tidningsjournalist och reporter på lokalradion i Gävle. 1982 började han på Sveriges Television (SVT) och Aktuellt. Edin har bland annat arbetat som allmänreporter, politisk reporter och utrikesreporter på SVT innan han började på A-ekonomi. 9 december 2016 meddelade han att han går i pension, och slutar medverka på SVT.Han förekommer som inhoppare i de kortare Rapport-sändningarna dagtid.
År 2007 fick Edin, som programledare på A-ekonomi, tidningen Expressens stipendium på 10 000 kronor för att i USA besöka TV-kanaler som sänder ekonominyheter.
Edin är son till köpmannen Erik Edin och hans hustru Alma född Pettersson, samt bror till musikerna Lasse och Bertil Edin i Edin-Ådahl.